# Kamienica Cieszkowskiego 16-20 w Bydgoszczy
Kamienice Cieszkowskiego 16-20 w Bydgoszczy – trzy odrębne, zabytkowe kamienice ujednolicone wspólną elewacją, nieoddającą podziałów wewnętrznych, położone przy ul. Cieszkowskiego w Bydgoszczy.

## Położenie
Budynki znajdują się w północnej pierzei ul. Cieszkowskiego w jej środkowej części.

## Historia
Inicjatorem budowy był Vincent Krause, pierwszy właściciel posesji, który sprzedał działkę bydgoskiemu architektowi Karlowi Bergnerowi. W 1901 roku Bergner wystąpił o pozwolenie budowy domu  na trzech działkach, szacując koszty budowy na 60 tys. marek, z zamierzeniem sprzedaży z zyskiem gotowej nieruchomości. Prace ukończono w 1903 roku. Wkrótce po wybudowaniu, poszczególne części nieruchomości zostały sprzedane i zasiedlone lokatorami. Pierwszym właścicielem kamienicy pod nr 16 został urzędnik pocztowy Karl Schamberg, a wspólnym właścicielem numerów 18 i 20 kupiec Ludwig Jarchow. Po 1920 roku kamienice przeszły w ręce Polaków. 
Stan dzisiejszy budynku to efekt prac konserwatorskich połączonych z rekonstrukcją detalu architektonicznego, przeprowadzonych ok. 2010 r.

## Architektura
Trzykondygnacyjne budynki z poddaszem mieszkalnym założone zostały na planie w kształcie litery „L” z niewielkimi skrzydłami oficyn. Wszystkie są pokryte wspólną linią dachu dwuspadowego z mansardami, facjatami i lukarnami. Fasady kamienic są zunifikowane i ujednolicone, bez wyrazistych podziałów na poszczególne segmenty. W części środkowej bryła jest zryzalitowana z wykuszami, zwieńczonymi hełmami z iglicami.
Budynek prezentuje styl eklektyczny z dekoracją secesyjną. Na ścianach umieszczono szeroki fryz z secesyjną dekoracją nawiązującą do motywów roślinnych, natomiast na podniebieniach wykuszy - dekorację z liści kasztanowca i stylizowaną modernistyczną główką kobiecą.

## Galeria

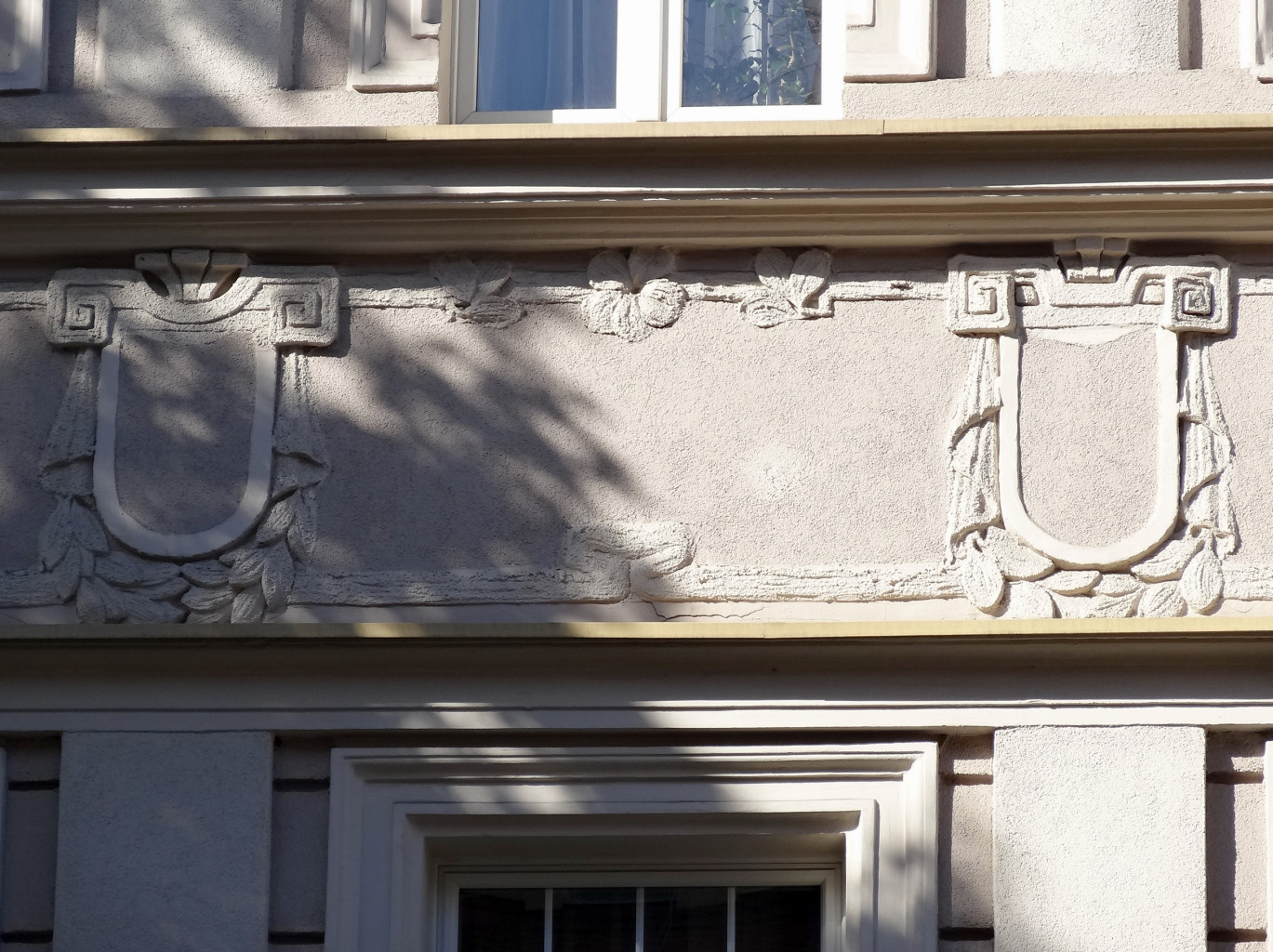
Płaskorzeźby
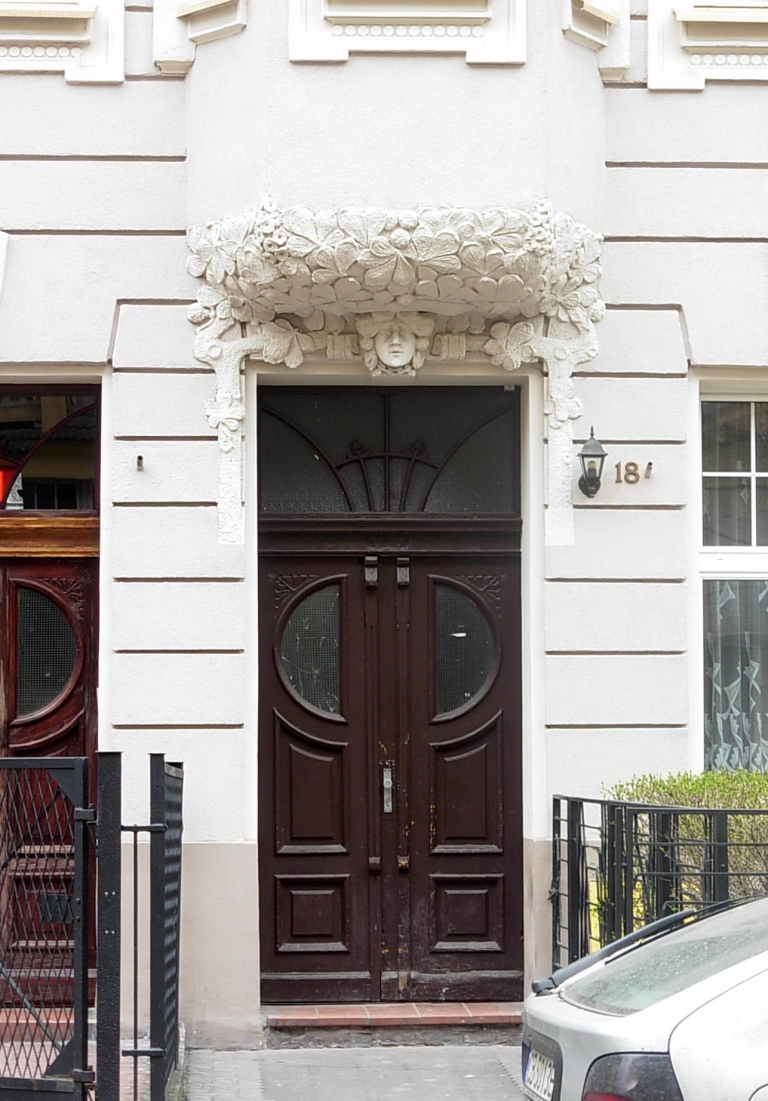
Portal
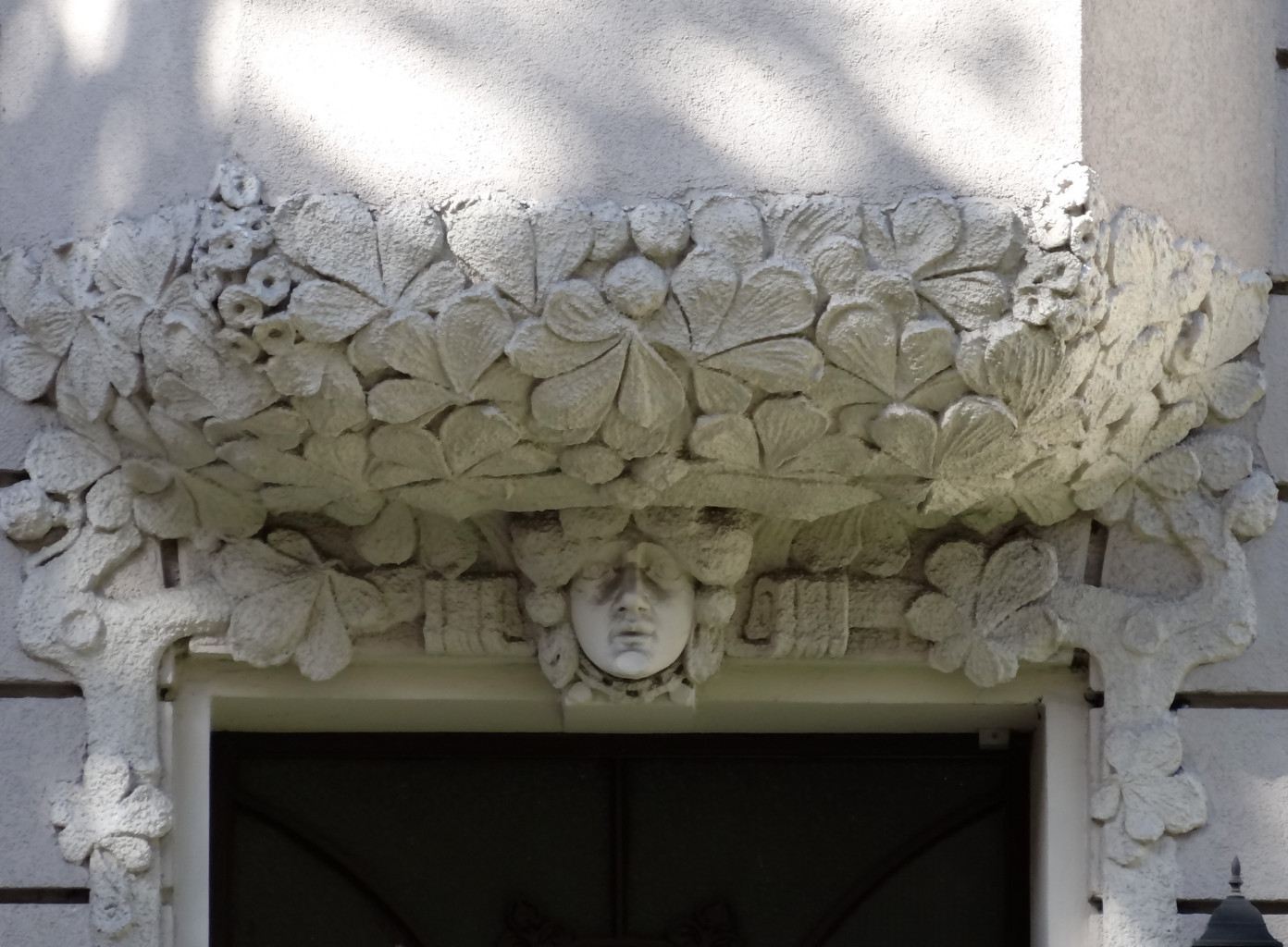
Dekoracja secesyjna